# لورين ر. كوفمان
لورين ر. كوفمان (بالإنجليزية: Loren R. Kaufman)‏ هو جندي أمريكي، ولد في 27 يوليو 1923 في ذا داليس في الولايات المتحدة، وتوفي في 10 فبراير 1951 في كوريا في ممالك كوريا الثلاث.